# برج الساعة (طرابلس)

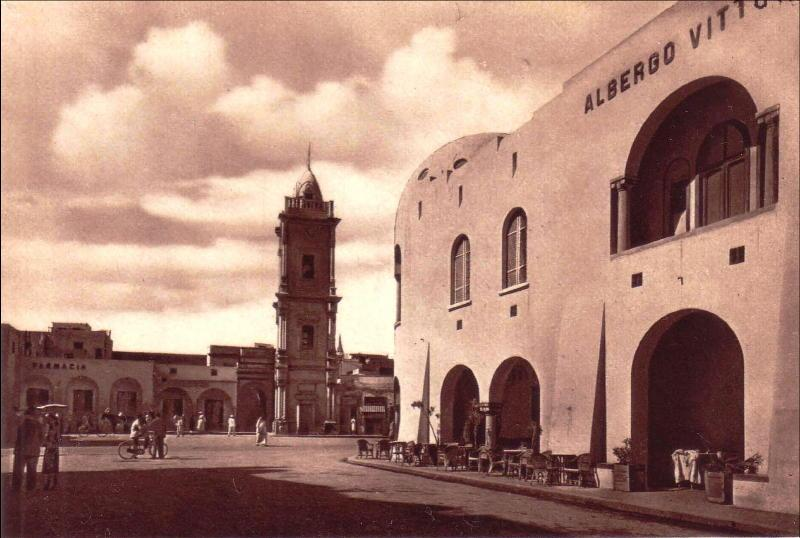
برج الساعة في ميدان الساعة ويبدو يمين الصورة جزء من فندق فكتوريا السابق الذي يقع محله الآن مقر مصرف ليبيا المركزي (الصورة في أواخر الثلاثينيات).

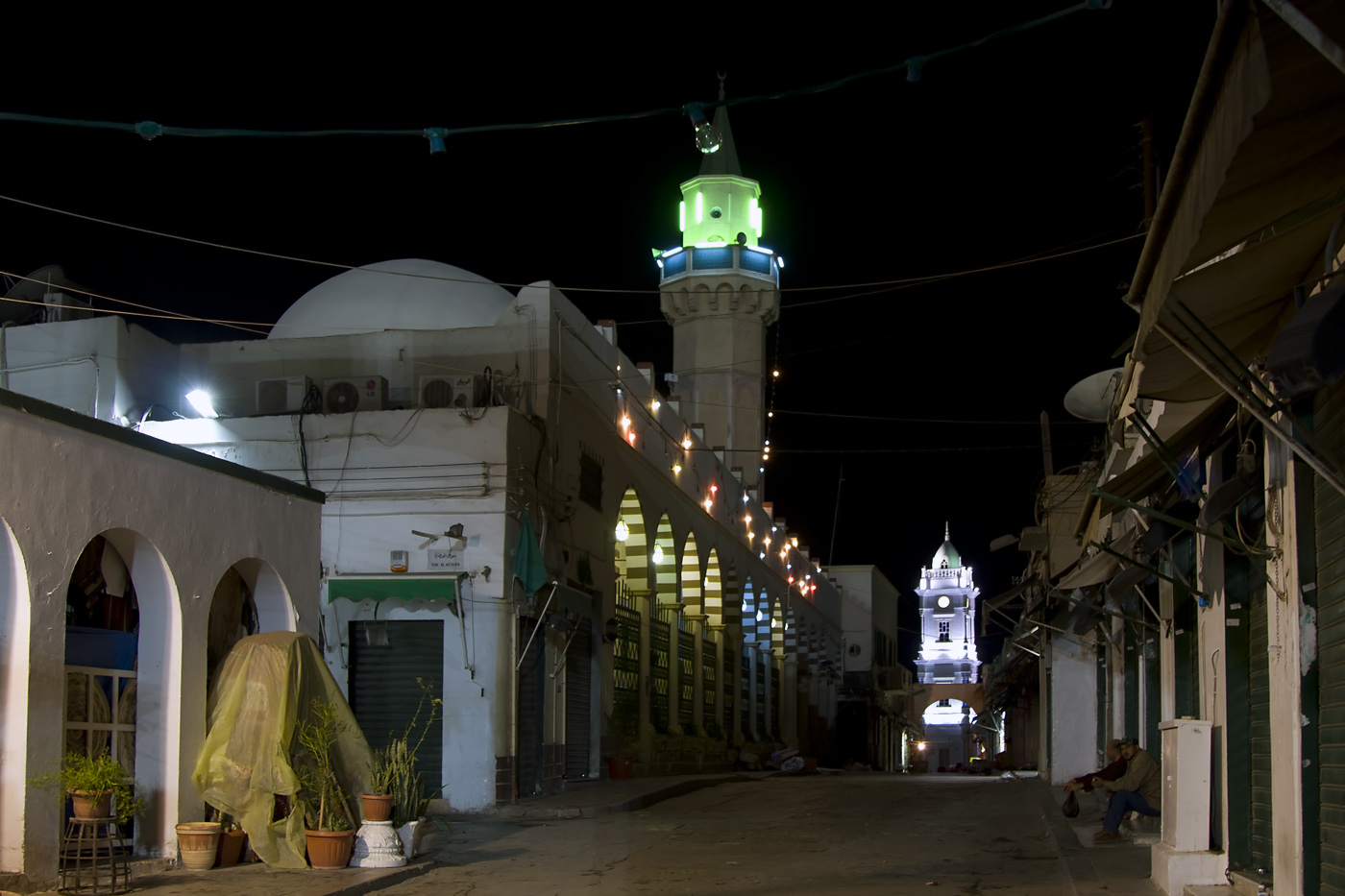
برج الساعة في الخلفية ليلا

برج الساعة في حومة البلدية بالمدينة القديمة في طرابلس، ليبيا. البرج تعلوه ساعة تحتوي جرسا يدق كل عند رأس الساعة ويعتبر من المعالم الأثرية في مدينة طرابلس، وهو برج صغير تعلوه ساعة وجرس، حيث أمر ببنائه الوالي آنذاك علي رضا باشا واستمر البناء في الفترة بين عامي (1866-1870).
ويطل البرج على سوق المشير، السراي الحمراء ومقر مصرف ليبيا المركزي.
البرج تم بناؤه على الطراز التركي، ويرتفع 18 متراً فوق سطح الأرض وهو مربع الشكل ومقسم إلى طابقين تعلوه ساعة على كل واجهة من واجهاته الأربع.
وهو مزين بأعمدة رخامية تعلوها التيجان خارج البناء وله باب يطل على الميدان.

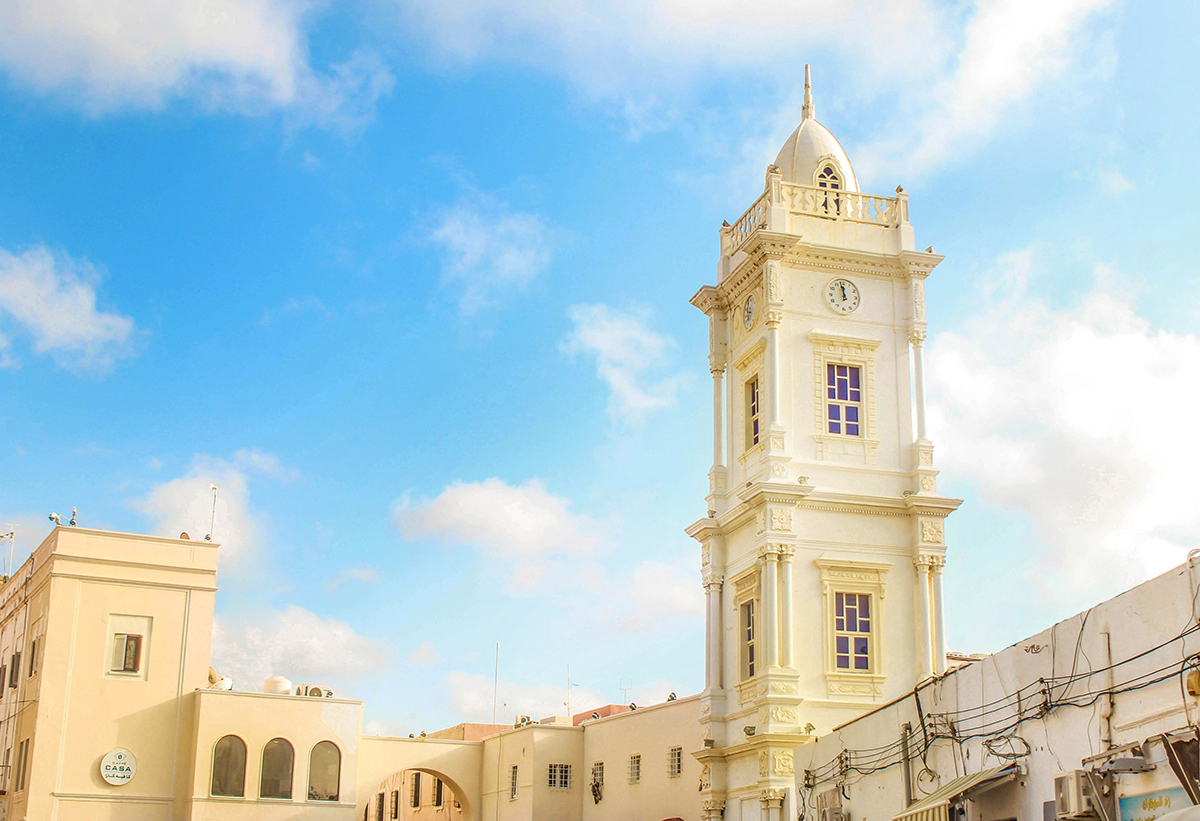
برج الساعة بالمدينة القديمة

ظل البرج يعمل كساعة تنبه الناس بالوقت عند أول كل ساعة، الا أنه توقف عن ذلك بعد اصابته بأضرار أثناء الحرب العالمية الثانية.

## صور

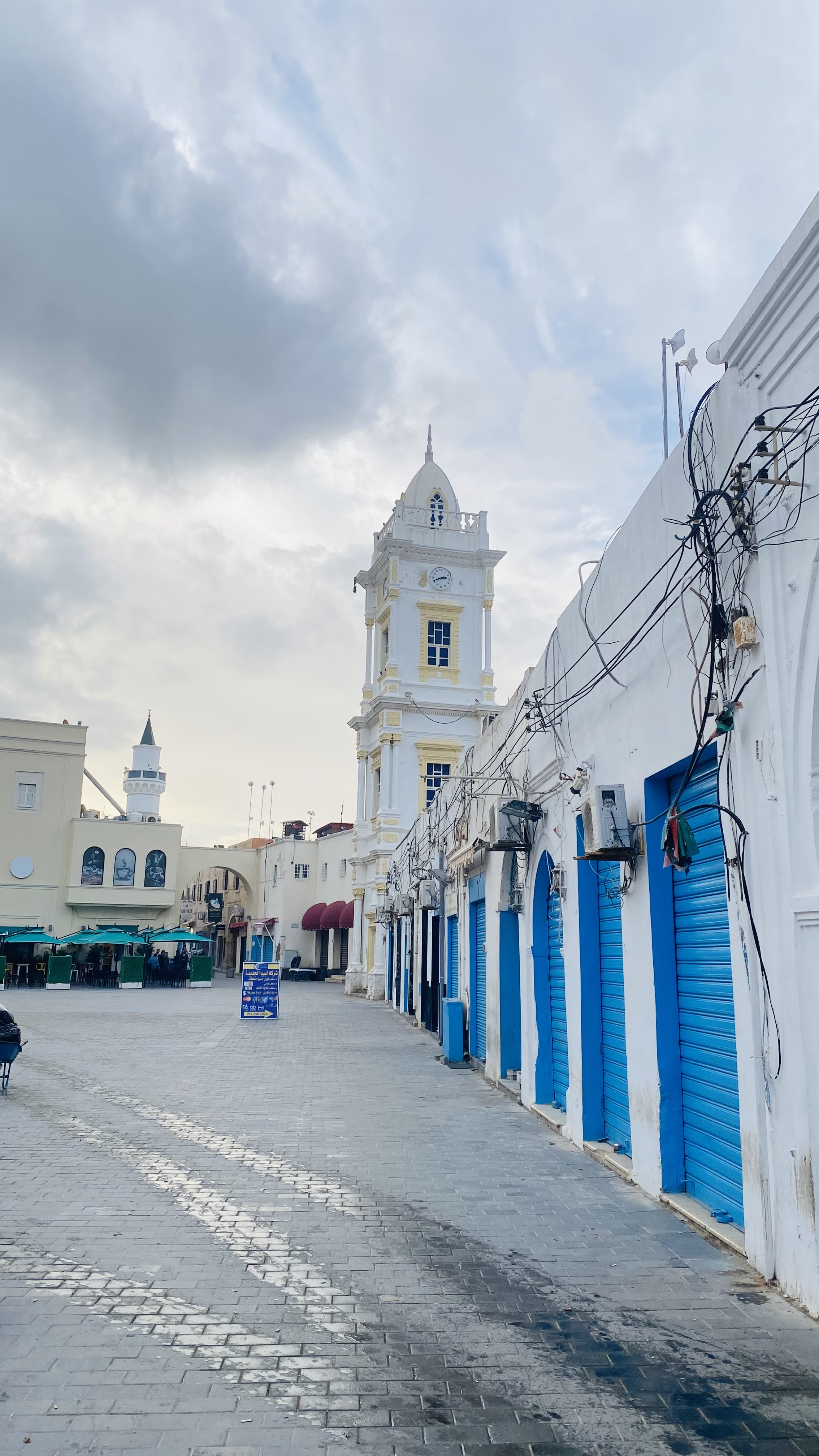
صور برج الساعة طرابلس 2022